# Parafia św. Wojciecha w Raciążu
Parafia pw. św. Wojciecha w Raciążu – parafia należąca do dekanatu raciąskiego, diecezji płockiej, metropolii warszawskiej. Została erygowana w XIII wieku. 

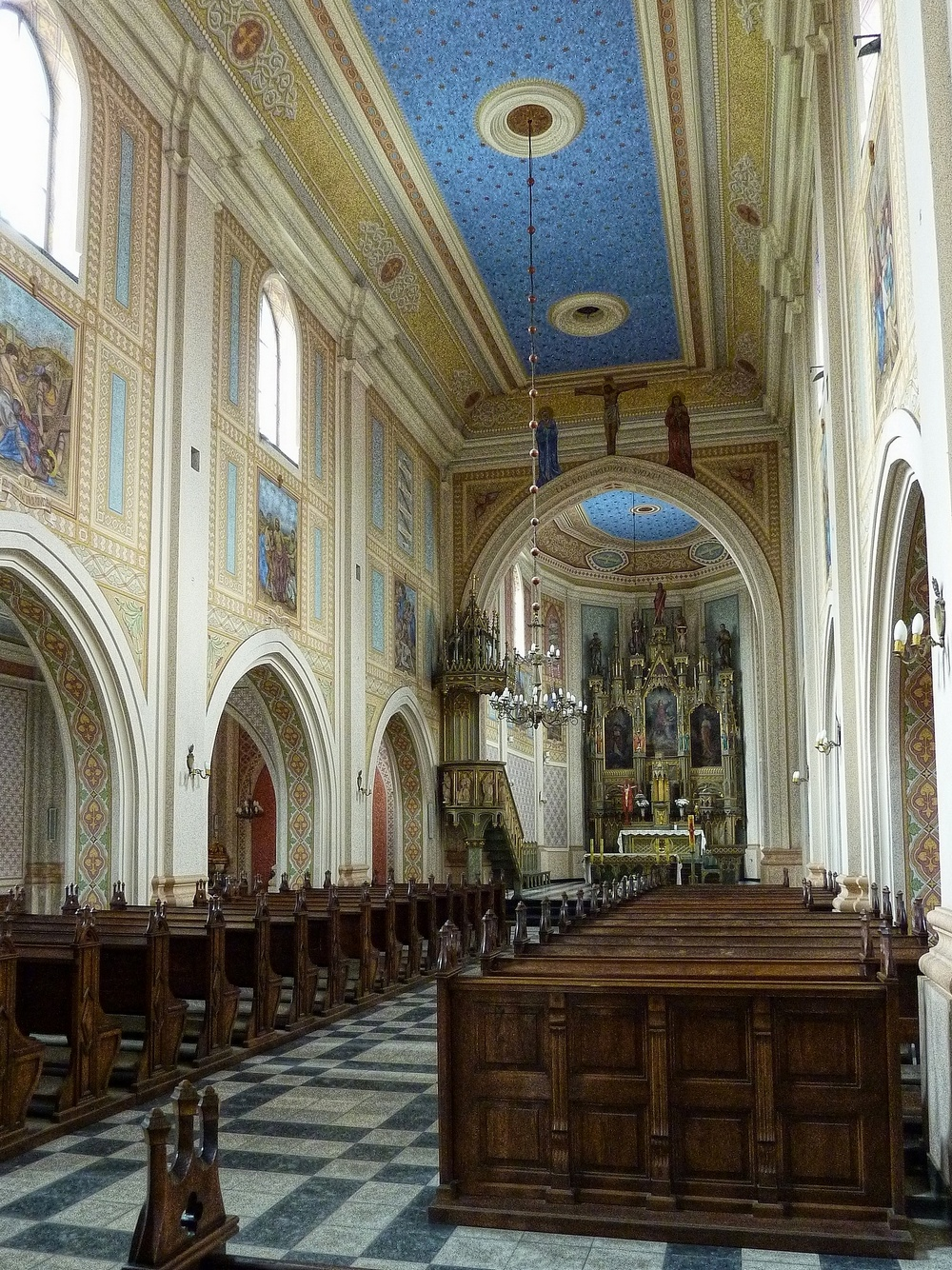
Wnętrze kościoła

## Miejsca święte

### Kościół parafialny
Kościół pw. św. Wojciecha i Wniebowzięcia Najświętszej Maryi Panny w Raciążu
Obecny kościół parafialny pw. Wniebowzięcia Najświętszej Maryi Panny, neogotycki został wybudowany w latach 1875–1886 według projektu architekta Jana Górskiego.

## Duszpasterze

### Proboszczowie
- ?–1450: Jakub
- 1450–?: Andrzej ze Zbyszyna
- ?–1495: Jakub Polak
- ok. 1516: Marcin z Raciąża
- ok. 1550: Szymon Czerwiński
- ok. 1558–1609: Jakub Drozdowski
- ok. 1637–1644: Jan Kondracki
- 1644–1658: Tomasz Gos
- 1658–?: Jan Wyszyński
- ?–1675: Wawrzyniec Lancewicz
- 1675–1694: Wojciech Derkiewicz
- 1694–1702: Andrzej Przybyłowski
- 1702–1709: Adam Dramiński
- 1709–1725: Maciej Cwierciakiewicz
- 1735–1751: Franciszek Pędzyński
- 1751–1755: Stanisław Kocięcki
- 1755–1773: Antoni Chełchowski
- 1773–1784: Florian Juraszewski
- 1784–1800: Stefan Górski
- 1800–1823: Feliks Dłużniewski
- 1823–1835: Michał Kocięcki
- 1835–1841: Andrzej Piasecki
- 1841–1874: Franciszek Strzałkowski
- 1874–1877: Roch Filochowski
- 1877–1897: Gracjan Rzewuski (budowniczy kościoła)
- 1897–1921: Ludomir Dunin-Wolski
- 1921–1928: Jan Zaremba
- 1928–1936: Franciszek Chełchowski
- 1936–1940: Józef Jakubowski
- 1945–1948: Witold Grotowski
- 1948–1979: Alojzy Poszwa
- 1979–1997: Jan Gach
- 1997–2015: Stanisław Jan Czyż
- od 2015: Wiesław Kosiński

## Obszar parafii

### Miejscowości i ulice
W granicach parafii znajdują się miejscowości:

- miasto Raciąż
- Budy Kraszewskie,
- Cieciersk,
- Folwark Raciąż,
- Kiniki,
- Kraszewo Czubaki,
- Kraszewo Falki,
- Kraszewo Gaczułty,
- Kraszewo Podborne,
- Kraszewo Rory,
- Kraszewo Sławęcin,
- Łempin,
- Łempinek,
- Pęsy,
- Pólka,
- Sierakowo,
- Witkowo,
- Zdunówek,
- Żukowo Strusie,
- Żukowo Wawrzonki,
- Żychowo.